# زخم زاوي

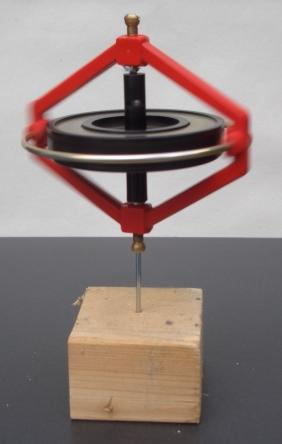
الجيروسكوب يبقى شاقولياً أثناء دورانه بتأثير العزم الزاوي

في الفيزياء يعرف الزخم الزاوي بأنه المشابه الدوراني لـزخم الحركة الخطية، كما يعرف أحيانا بمصطلح عزم الدوران لكمية الحركة أو العزم الزاوي أو العزم الحركي أو كمية الحركة الدورانية. يعد الزخم الزاوي كمية فيزيائية مهمة لكونه كمية محفوظة – فالزخم الزاوي لنظام يظل ثابتاً ما لم يؤثر عليه لَيّ خارجي.
تعريف الزخم الزاوي على جسيم نقطي هو شبيه متجه r×p أي حاصل الضرب الاتجاهي لمتجه موضع النقطة r (بالنسبة لمركز ما) مع متجه كمية الحركة p = mv. هذا التعريف يمكن تطبيقه على كل نقطة في المُتَّصَلِ مثل المواد الصلبة والسوائل، أو على الحقول الفيزيائية. بعكس كمية الحركة فإن الزخم الزاوي يعتمد على مكان اختيار مركز الإحداثيات، بما أن موضع النقطة يقاس منها. يمكن ربط الزخم الزاوي لجسم بالـسرعة الزواية ω للجسم (سرعة دورانها حول محور) عن طريق عزم القصور الذاتي I (والذي يعتمد على شكل وتوزيع الكتلة حول محور الدوران). لكن في حين أن ω دائماً تشير في اتجاه محور الدوران فإن الزخم الزاوي L يمكن أن يشير في إتجاه مختلف اعتماداَ على كيفية توزيع الكتلة.
الزخم الزاوي جمعي – فالزخم الزاوي الإجمالي لمنظومة هو المجموع الاتجاهي (شبه الاتجاهي) للزُخُم الزاوية. وفي الأجسام المتصلة والحقول نستخدم التكامل. الزخم الزاوي الإجمالي لأي شئ يمكن دائماً أن يقسم لمجموع عنصريين أساسيين: زخم زاوي «مداري» حول محور خارج الجسم، وزخم زاوي «برمي» حول محور يمر بمركز ثقل الجسم.
من الممكن تعريف الليّ أو عزم الدوران كمعدل تغيُّر الزخم الزاوي، مشابهة بالـقوة. حفظ الزخم الزاوي يساعدنا في تفسير ظواهر مشاهدة، على سبيل المثال زيادة سرعة دوران لاعبة تزحلق عندما تقرب ذراعيها إلى جسمها، ومعدلات السرعة العالية للنجم النيوتروني، ومشكلة القطة التي تسقط، ومبادرة النحلة والجيروسكوبات. التطبيقات تتضمن البوصلة الدوارة، الجيروسكوبات ذات التحكم في عزم الدوران، نظم التوجيه بالقصور الذاتي، عجلات ردود الفعل، الإسطوانات الطائرة (الفريسبي)، ودوران الأرض. بشكل عام، يحد الحفظ من الحركة المتاحة للنظام، ولكنها لا تحدد بشكل إستثنائي ماهية الحركة.
في ميكانيكا الكم الزخم الزاوي هو مؤثر بقيم ذاتية كمومية. الزخم الزاوي خاضع لمبدأ عدم التأكد – بمعنى أن مركبة واحدة يمكن قياسها بدقة واضحة، في حين أن هذا غير متاح للمركبتين الأخريين. كما أن، «برم» الجسيمات الأولية لا يطابق حرفياً الحركة البرمِيَّة.

## تعريف كمية الحركة الزاوية

العلاقة بين متجهات القوة F وعزم الدوران (τ)و القوة F والمسافة بين الجسم ومركز الدوران r وكذلك بين زخم الدوران L والزخم p والمسافة بين الجسم ومركز الدوران r لجسم يدور حول محور.

تُعرّف كمية الحركة الزاوية (أو الزخم الزاوي) لجسم يتحرك دائريا حول محور بالعلاقة:
{\displaystyle \mathbf {L} =\mathbf {r} \times \mathbf {p} }
حيث:
{\displaystyle \mathbf {L} } كمية الحركة الزاوية للجسم،
{\displaystyle \mathbf {r} } بعد متجة المسافة بين الجسم عن مركز الدوران،
{\displaystyle \mathbf {p} } كمية الحركة الخطية للجسم وهي قيمة متجهه ٍ حيث أن ّ {\displaystyle {\mathcal {}}p=m\times v} يعتبر جداء (أي حاصل الضرب).
وحدة الزخم الزاوي [نيوتن.متر.ثانية] ، أو kg·m2s−1 وبالتالي جول.ثانية.
L يتبين ان الزخم الزاوي كمية متجهه وتكون عمودية على كل من اتجاه حركة الجسم p ومتجه المسافة بينه وبين المركز r. وذلك لأنه ناتج الضرب الإتجاهي واتجاهL يتبع قاعدة اليد اليمنى كما في الشكل.
- تنطبق تلك المعادلات بصفة أساسية سواء كان الجسم كبيرا أم صغيرا في حجم الذرة، إلا أنه في حالة الذرات فنجد أن الزخم الزاوي لدوران الإلكترون لا يمكن ان يتخذ قيماً مستمرة كما نعهد في حياتنا اليومية مع الأجسام الكبيرة وإنما يأخذ الزخم الزاوي للإلكترون قيماً منفصلة، وكذلك بالنسبة إلى اتجاهه فتكون أيضا اتجاهات معينة منفصلة، ويقال عن ذلك قيم واتجاهات كمومية و«يقفز» الإلكترون بينها.

## الزخم الزاوي (التعريف الحديث)

الزخم الزاوي لجسم بكتلة m و3 متجهات موضع X و3 متجهات موضع P.

في الفيزياء النظرية الحديثة (القرن الـ20)، وصِف الزخم الزاوي باستخدام توصيف آخر بدلاً من الشبه متجه. في هذا التوصيف، الزخم الزاوي هو شحنة نويثر بصيغة من الرتبة الثانية مرتبطة بثبات دوراني. نتيجة لذلك لا يحفَظُ الزخم الزاوي في الـزمكان المنحني، إلا إذا كان ذو ثبات دوراني مقارب.
في الميكانيكا الكلاسيكية، يمكن أن يعاد تفسير الزخم الزاوي لجسيم كعنصر مستوي:
{\displaystyle L=r\land p}
حيث أن حاصل الضرب الخارجي ∧ يحل محل حاصل الضرب الاتجاهي × (حاصلي الضرب هذين لهما خصائص مشتركة لكنهما ليسا سواء).
لهذا التعريف ميزة إعطاء تفسير هندسي أدق كعنصر مستوي، معرف من متجه الـ x والـ p ، كما أن هذا التعبير يظل صحيحاً في أي عدد من الأبعاد (اثنان أو أكثر).
في الإحداثيات الكارتيزية:
{\displaystyle L=(xp_{y}-yp_{x})\,e_{x}\,\land \,e_{y}+(yp_{z}-zp_{y})\,e_{y}\,\land \,e_{z}+(zp_{x}-xp_{z})\,e_{z}\land \,e_{x}}
{\displaystyle =L_{xy}\,e_{x}\land e_{y}+L_{yz}\,e_{y}\land e_{z}+L_{zx}e_{z}\land e_{x}\,,}
أو بصورة مدمجة في الصياغة بالأدلة:
{\displaystyle L_{ij}=x_{i}p_{j}-x_{j}p_{i}}
في الميكانيكا النسبية، الزاخم الزاوي النسبي لجسيم يوصف كـممتد غير متماثل من الدرجة الثانية:
{\displaystyle M_{\alpha \beta }=X_{\alpha }P_{\beta }-X_{\beta }P_{\alpha }}

## في ميكانيكا الكم

الزخم الزاوي لجسم في الميكانيكا الكلاسيكية.
يسار: البرم S هو زخم زاوي مداري للجسم حول كل نقطة.
يمين: الزخم الزاوي المداري L حول محور.
الأعلى: ممتد عزم القصور الذاتي I والسرعة الزاوية ω.
الأسفل: زخم الحركة p والمساحة القطرية من محور. الزخم الزاوي الكلي (برم زائد مداري) هو J.

الزخم الزاوي في ميكانيكا الكم يختلف من نواحي كثيرة عن الزخم الزاوي في الميكانيكا الكلاسيكية. في ميكانيكا الكم النسبية تختلف أكثر حتى، حيث أن التعريفات النسبية السابقة تصبح مؤثرات ممتدة.

### الزخم الزاوي البَرمي، والمداري، والإجمالي
التعريف الكلاسيكي للزخم الزاوي كـ{\displaystyle L=r\times p} يمكن نقله أيضاً لميكانيكا الكم، عن طريق إعادة ترجمة r كمؤثر كمي للموضع وp كمؤثر كمي لكمية الحركة. وتصبح L مؤثر يدعى «مؤثر الزخم الزاوي المداري».
في كل حال، في الفيزياء الكمية، يوجد نوع أخر من الزخم الزاوي يدعى «الزخم الزاوي البرمي»، ويمثل بالمؤثر البرمي S. تقريباً كل الجسيمات الأولية لديها برم. يوصف البرم عادة كما لو كان الجسيم يدور حول محور، لكن هذه صورة خادعة وغير دقيقة، فالبرم هو صفة أصيلة للجسيم، لا ترتبط بأي حركة من أي نوع في الفراغ، وتختلف جذرياً عن الزخم الزاوي المداري. كل الجسيمات الأولية لديها برم خاص بها، فعلى سبيل المثال الإلكترونات لديها «برم 2/1» في حين أن الفوتونات لديها «برم 1».
أخيراً، يوجد الزخم الزاوي الإجمالي J، والذي يجمع الزخم الزاوي البرمي والمداري لكل الجسيمات والحقول. (لجسيم واحد، J = L + S.) حفظ الزخم الزاوي ينطبق على J، ولكن ليس على L ولا S. على سبيل المثال، التفاعل البرمي -المداري يسمح للزخم الزاوي أن ينقل ذهاباً وإياباً ما بين L وS، والمجموع يبقى ثابتاً. الإلكترونات والفوتونات لا تحتاج لقيم عددية صحيحة للزخم الزاوي الإجمالي، لكن من الممكن أيضاً أن تأخذ قيم كسرية.

### التحويل لصيغة كمية
في ميكانيكا الكم، الزخم الزاوي كمومي – لا يستطيع أن يتغير بصورة مستمرة، ولكن فقط في «قفزات» ما بين قيم محددة. وحيث أن قيمهم تعتمد على ثابت بلانك المخفض ħ والذي بدوره صغير جداً بمقاييس الحياة اليومية (حوالي10−34) وبالتالي هذا لا يؤثر تأثير ملحوظ على العالم الظاهري، ولكنه مهم جداً في العالم المجهري. على سبيل المثال، تكوين المدارات الإلكترونية والمدارات الفرعية في الكيمياء يتأثر بشكل ملحوظ بتحويل الزخم الزاوي لصيغة كمومية.
تحويل الزخم الزاوي لصيغة كمية طرح أولاً من قبل نيلز بور في نموذج بور للذرة، ثم تم التنبؤ يه من قبل إرفين شرودنجر في معادلة شرودنجر. 

### عدم التأكد
في التعريف {\displaystyle L=r\times p}، المؤثرات الست متضمنة: مؤثرات الموضع rx، ry، rz، ومؤثرات كمية الحركة px، py، pz. لكن مبدأ هيزينبرج لعدم التأكد يخبرنا أنه من غير المستطاع أن نعرف الستة في آن واحد بدقة اختيارية. لذا يوجد حدود لما يمكن معرفته أو قياسه عن الزخم الزاوي لجسيم. يتضح أن أفضل ما يمكن فعله هو قياس آني لقيمة متجه زخم الحركة ومركبته على محور واحد.
عدم التأكد يرتبط ارتباط وثيق لحقيقة أن المركبات المختلفة لمؤثر الزخم الزاوي ليست تبادلية. على سبيل المثال، {\displaystyle L_{x}L_{y}\neq L_{y}L_{x}}.

## الزخم الزاوي في الديناميكا الكهربائية
عند وصف حركة جسيم مشحون في مجال كهرومغناطيسي، كمية الحركة المقننة P (مشتقة من دالة لاجرانج المنظومة) ليست ثابتة معيارياَ. كنتيجة، الزخم الزاوي المقنن ليس ثابت معيارياً أيضاً. في المقابل، كمية الحركة التي تكون فيزيائية، المسماة كمية الحركة الحركية هي (بنظام الوحدات الدولي SI):
{\displaystyle P=mv=p-eA}
حيث:
e هي الشحنة الكهربائية للجسيم
A هو المتجه المغناطيسي الكامن للحقل الكهرومغناطيسي.
الزخم الزاوي الثابت معيارياً – الذي هو الزخم الزاوي الحركي- هو
{\displaystyle K=r\times (P-eA)}

## في علم الفلك
نفرق في علم الفلك بالنسبة إلى جرم سماوي مثل كوكب بين «زخم مداري» بسبب دوران الكوكب حول نجم كالشمس، وبين «زخم مغزلي» حيث يلف الكوكب حول محوره (مثلما تفعل الأرض، فهي تدور حول الشمس في مدار «زخم مداري» وتلف في نفس الوقت حول محورها «زخم مغزلي». يشكل مجموعهما كمتجهين «الزخم الزاوي الكلي». ويرمز له أيضا بمتجه. وتستخدم تلك الاصطلاحات أيضا في ميكانيكا الكم لوصف حركة الإلكترون في الذرة.

## التاريخ
لمح نيوتن في كتابه «الأصول» عن الزخم الزاوي في أمثلته عن قانون الحركة الأول:
النحلة التي أجزائها تسحب جانباً على الدوام من حركات خطية بتماسكهم، لا توقف حركتها، إلا إذا تأخرت بفعل الهواء. الأجسام الأكبر للكواكب والمذنبات مقابلة مقاومة أقل في الفضاء الأكثر فراغاً، تحتفظ بحركتها التقدمية والدائرية لمدة أطول.
لم يحقق أكثر عن الزخم الزاوي بصورة مباشرة في «الأصول»:
من هذه الأنواع من الانعكاسات أحياناً تتصاعد الحركة الدائرية للأجسام حول مراكزها. لكن هذه حالات لم أخذ باعتبارها في الأتى، كما سيكون مضجراً أن أوضح كل شئ يرتبط بهذا الموضوع.
لكن، على كل حال، إثباته الهندسي لقانون المساحات مثال عظيم لعبقرية نيوتن، وتثبت بطريقة غير مباشرة حفظ الزخم الزاوي في حالة القوة المركزية.

### قانون المساحات

إثبات نيوتن الهندسي لقانون المساحات.

#### اشتقاق نيوتن
حين يدور كوكب حول الشمس، الخط الواصل ما بين الشمس والكوكب يقطع مساحات متساوية في أزمنة متساوية. هذا كان معروف منذ كيبلر في قانونه الثاني لحركة الكواكب. إشتق نيوتن إثبات هندسي خاص، ومن ثم بدأ في توضيح أن القوة الجاذبة للشمس هي سبب كل قوانين كيبلر.
في الفترة الأولى من الوقت، يتحرك جسم من نقطة A إلى نقطة B. إذا لم يتم تعطيله، سيكمل مسيره إلى نقطة c في الفترة الثانية من الزمن. عندما يصل الجسم إلى النقطة B، يستقبل دفعة موجهة إلى النقطة S. هذه الدفعة تعطيه سرعة إضافية صغيرة في تجاه S، بحيث أن إذا كانت هذه هي سرعته الوحيدة، سيتحرك من B إلى V في الفترة الثانية من الزمن. بقوانين تكوين السرعات، هاتان السرعتان تجمعان، والنقطة C توجد عن طريق إنشاء متوازي الأضلاع BcCV. لذا ينحرف مسار الجسم بفعل الدفعة حتى يصل إلى النقطة C في نهاية الفترة الثانية. وبما أن المثلثان SBc و SBC لديهم نفس القاعدة SB ونفس الارتفاع Bc أو VC، إذاً لديهم أيضاً نفس المساحة. وبالتماثل، المثلث SBc أيضاً لديه نفس مساحة المثلث SAB، لذلك يقطع الجسم نفس المساحة SAB وSBC في نفس الوقت.
عند النقطة C، يستقبل الجسم دفعة أخرى في إتجاه S، والتي من ثم تحيد مساره مجدداً في الفترة الثالثة من الوقت من d إلى D. ومن ثم، تكمل إلى E وما بعدها، المثلثات SAB، SBc، SBC، SCd، SCD، SDe، SDE  لديهم جميعاً نفس المساحات. وعند السماح للفترات الزمنية أن تصبح أقل فأقل، المسار ABCDE يقترب مالانهائياً إلى منحنى مستمر.
لاحظ أن بما أن هذا الاشتقاق هندسي، ولا توجد قوة معينة محددة، لذا تثبت قانون أكثر عمومية عن قانون كيبلر الثاني لحركة الكواكب. فهى توضح أن قانون المساحات يمكن تطبيقه على أي قوة مركزية، تجاذبية أو تنافرية، متصلة أو غير متصلة، أو صفرية.

#### حفظ الزخم الزاوي في قانون المساحات
تناسب الزخم الزاوي مع المساحة المقطوعة بجسم متحرك يمكن إدراكها عن طريق ملاحظة أن قواعد المثلثلات، أي الخطوط الواصلة من S إلى الجسم، متكافئة مع نصف القطر r، وارتفاع المثلثات متناسب مع المركبة العمودية للسرعة v⊥. لذلك، إذا كانت المساحة المقطوعة في وحدة الزمن ثابتة، إذاَ بصيغة مساحة المثلث (2/1)(القاعدة)(الارتفاع)، المضروب (القاعدة)(الارتفاع)، وبالتالي مضروب rv⊥ ثابت: أي إذا قل r وطول القاعدة، لابد وأن تزيد v⊥ وطول الارتفاع. الوزن ثابت، إذاً الزخم الزاوي rmv⊥ محفوظ بهذا التبادل بين السرعة والمسافة.
في حالة المثلث SBC، المساحة تساوي (1/2)(SB)(VC). أياً كان مكان تواجد C في النهاية بسبب الدفعة المطبقة عند B، فالمضروب (SB)(VC)، وبالتالي rmv⊥ يبقى ثابتاً. وهكذا لكل مثلث.

### ما بعد نيوتن
ليونهارد أويلر، دانييل برنولي، وباتريك دارسي جميعهم فهموا الزخم الزاوي عن طريق حفظ السرعة المساحية كنتيجة لتحليلهم لقانون كبلر التاني لحركة الكواكب. من غير المرجح أنهم لاحظوا مشاركة الأجسام الدوارة العادية.
في 1736 تلمس أويلهر، كمثيل نيوتن، بعض معادلات الزخم الزاوي في كتابه «الميكانيكا» بدون تطوير فيهم.
برنولي كتب في 1744 رسالة عن «عزم دوران الحركة الدورانية»، من الممكن أن تكون أول تصور للزخم الزاوي كما نعرفه الآن.
في 1799، بيير سيمون لابلاس أدرك أولاً ارتباط مستوى ثابت بالدوران – المستوى الثابت.
لويس بوينسو في 1803 بدأ يوضح الدوران كخط مستقيم عمودي على الدوران، وعمل على «حفظ عزم الحركة.»
في 1852 ليون فوكالت استخدم الجيروسكوب في تجربة ليوضح دوران الأرض.

عرَف ويليام رانكين في «كتيب عن الميكانيكا التطبيقية» الزخم الزاوي بمنظوره الحديث لأول مرة:
... خط طوله متناسب مع قيمة الزخم الزاوي، وإتجاهه عمودي على مستوى حركة الجسم والنقطة الثابتة، بحيث أن، عندما ينظر إلى حركة الجسم من أقصى الخط، يبدو متجه نصف القطر كأن لديه دوران يميني اليد
في نسخة أخرى من نفس الكتب في سنة 1872، كتب رانكين أن «لفظ الزخم الزاوي تم تقديمه من قبل الأستاذ هايورد،» غالباً بإشارة عن مقالة ر.ب.هايورد عن «الطريقة المباشرة لتقدير السرعات، والعجل، وكل القيم بالنسبة إلى محاور متحركة بأي صورة في الفراغ مع التطبيقات»، والذي قدم في 1856، وتم نشره في 1864. ولكن رانكين كان مخطأ، لأن عدة منشورات منذ نهاية القرن الـ18 إلى بداية القرن الـ19 عرضت المصطلح. ولكن، مقالة هايورد كانت كما يبدو أول استخدام لهذا المصطلح والمفهوم في معظم البلاد المتحدثة الإنجليزية. قبل هذا كان يشار إلى الزخم الزاوي بـ«كمية حركة الدوران.»